# Ruta exógena
La ruta exógena o vía exógena, es una vía del metabolismo de las lipoproteínas que permite el transporte eficiente de los lípidos alimentarios.

## Mecanismo
Los triglicéridos alimentarios son hidrolizados por lipasas pancreáticas dentro de la luz intestinal y son emulsificados con ácidos biliares para formar micelios. En la porción proximal del intestino delgado se absorben colesterol, ácidos grasos y vitaminas liposolubles de los alimentos. En el enterocito son esterificados el colesterol y el retinol (al agregarles un ácido graso) hasta formar ésteres de colesterilo y de retinilo, respectivamente. Los ácidos grasos de cadena más larga son incorporados a los triglicéridos y empacados con apoB-48, ésteres de colesterilo, ésteres de retinil, fosfolípidos y colesterol para formar quilomicrones.
Los quilomicrones que se van generando son secretados hacia la linfa intestinal y a continuación se descargan directamente en la circulación general, donde experimentan múltiples cambios en los tejidos periféricos antes de llegar al hígado. Las partículas se topan con lipasa de lipoproteína (lipoprotein lipase, LPL), la cual se encuentra anclada a los proteoglucanos.